# Petr Pecka
Petr Pecka (* 26. února 1960) je bývalý český fotbalista, útočník.

## Fotbalová kariéra
V československé lize hrál za Slavii Praha, Bohemians Praha a RH Cheb. V lize nastoupil ve 32 utkáních a dal 1 gól. V nižší soutěži hrál za DP Xaverov Horní Počernice.

## Ligová bilance
| Ročník                                   | Zápasy | Góly | Klub            |
| ---------------------------------------- | ------ | ---- | --------------- |
| 1. československá fotbalová liga 1980/81 | 6      | 0    | Slavia Praha    |
| 1. československá fotbalová liga 1981/82 | 7      | 0    | Slavia Praha    |
| 1. československá fotbalová liga 1986/87 | 5      | 0    | Bohemians Praha |
| 1. československá fotbalová liga 1987/88 | 5      | 0    | RH Cheb         |
| 1. československá fotbalová liga 1988/89 | 9      | 1    | Bohemians Praha |
| CELKEM                                   | 32     | 1    |                 |